# Amphilius jacksonii
Amphilius jacksonii är en fiskart som beskrevs av George Albert Boulenger 1912. Amphilius jacksonii ingår i släktet Amphilius och familjen Amphiliidae. IUCN kategoriserar arten globalt som livskraftig. Inga underarter finns listade i Catalogue of Life.